# Преривилл (тауншип, Миннесота)
Преривилл (англ. Prairieville) — тауншип в округе Браун, Миннесота, США. На 2000 год его население составило 346 человек.

## География
По данным Бюро переписи населения США площадь тауншипа составляет 89,0 км², из которых 89,0 км² занимает суша, a вода составляет 0,03 %.

## Демография
По данным переписи населения 2000 года здесь находились 346 человек, 119 домохозяйств и 94 семьи.  Плотность населения —  3,9 чел./км².  На территории тауншипа расположено 122 постройки со средней плотностью 1,4 построек на один квадратный километр. Расовый состав населения: 100,00 % белых.
Из 119 домохозяйств в 40,3 % воспитывались дети до 18 лет, в 75,6 % проживали супружеские пары, в 1,7 % проживали незамужние женщины и в 20,2 % домохозяйств проживали несемейные люди. 17,6 % домохозяйств состояли из одного человека, при том 6,7 % из — одиноких пожилых людей старше 65 лет. Средний размер домохозяйства — 2,91, а семьи — 3,35 человека.
29,5 % населения — младше 18 лет, 9,0 % — в возрасте от 18 до 24 лет, 24,3 % — от 25 до 44, 25,4 % — от 45 до 64, и 11,8 % — старше 65 лет. Средний возраст — 36 лет. На каждые 100 женщин приходилось 109,7 мужчин.  На каждые 100 женщин старше 18 приходилось 119,8 мужчин.
Средний годовой доход домохозяйства составлял 33 542 доллара, а средний годовой доход семьи —  47 500 долларов. Средний доход мужчин — 29 583 доллара, в то время как у женщин — 31 750. Доход на душу населения составил 16 206 долларов. За чертой бедности находились 4,7 % семей и 6,8 % всего населения тауншипа, из которых 7,5 % младше 18 лет.